# Hahnwald
Hahnwald, Köln-Hahnwald — dzielnica miasta Kolonia w Niemczech, w okręgu administracyjnym Rodenkirchen, w kraju związkowym Nadrenia Północna-Westfalia, na lewym brzegu Renu. 